# Tasa Jiya
Tasa Jiya (Utrecht, 16 settembre 1997) è una velocista olandese, ha vinto la medaglia di bronzo ai campionati europei del 2024 nella staffetta 4x100 metri.

## Progressione

### 200 metri piani
| Stagione | Misura | Luogo     | Data      | Rank. Mond. |
| -------- | ------ | --------- | --------- | ----------- |
| 2024     | 22"70  | Roma      | 10-6-2024 |             |
| 2023     | 22"67  | Budapest  | 22-7-2023 |             |
| 2022     | 23"55  | Apeldoorn | 25-6-2022 |             |
| 2021     | 23"14  | Breda     | 27-6-2021 |             |
| 2020     | 24"01  | Utrecht   | 30-8-2020 |             |
| 2019     | 24"24  | L'Aia     | 28-7-2019 |             |
| 2018     | 23"43  | Utrecht   | 24-6-2018 |             |
| 2017     | 24"64  | Utrecht   | 16-7-2017 |             |
| 2016     | 23"39  | Amsterdam | 19-6-2016 |             |
| 2015     | 23"92  | Breda     | 28-6-2015 |             |
| 2014     | 24"52  | Amsterdam | 6-6-2014  |             |
| 2013     | 24"10  | Utrecht   | 19-7-2013 |             |

## Palmarès
| Anno | Manifestazione  | Sede       | Evento      | Risultato  | Prestazione | Note  |
| ---- | --------------- | ---------- | ----------- | ---------- | ----------- | ----- |
| 2014 | Mondiali U20    | Eugene     | 4x100 m     | Batteria   | 45"29       |       |
| 2015 | Europei U20     | Eskilstuna | 100 m piani | Semifinale | 11"94       | [ 1 ] |
| 2015 | Europei U20     | Eskilstuna | 200 m piani | 7ª         | 23"92       |       |
| 2015 | Europei U20     | Eskilstuna | 4x100 m     | Finale     | dnf         |       |
| 2016 | Mondiali U20    | Bydgoszcz  | 200 m piani | Semifinale | 23"72       |       |
| 2022 | Mondiali        | Eugene     | 4x400 m     | Batteria   | dq          |       |
| 2023 | Giochi europei  | Chorzów    | 4x100 m     | Oro        | 42"61       |       |
| 2023 | Mondiali        | Budapest   | 200 m piani | Semifinale | 22"67       | [ 2 ] |
| 2023 | Mondiali        | Budapest   | 4x100 m     | Finale     | dnf         | [ 3 ] |
| 2024 | World Relays    | Nassau     | 4x100 m     | 6ª         | 43"07       |       |
| 2024 | Europei         | Roma       | 200 m piani | 5ª         | 22"90       | [ 4 ] |
| 2024 | Europei         | Roma       | 4x100 m     | Bronzo     | 42"46       |       |
| 2024 | Giochi olimpici | Parigi     | 200 m piani | Semifinale | 22"81       |       |
| 2024 | Giochi olimpici | Parigi     | 4x100 m     | 7ª         | 42"74       |       |

## Campionati nazionali
- 1 volta campionessa olandese dei 200 m piani (2023)

2016
- Bronzo ai campionati olandesi (Amsterdam), 100 m piani - 11"59
- Argento ai campionati olandesi (Amsterdam), 200 m piani - 23"39

2018
- Argento ai campionati olandesi (Utrecht), 200 m piani - 23"43

2021
- Bronzo ai campionati olandesi (Breda), 200 m piani - 23"14

2022
- 4ª ai campionati olandesi indoor (Apeldoorn), 60 m piani - 7"45
- 7ª ai campionati olandesi (Apeldoorn), 100 m piani - 11"53
- 8ª ai campionati olandesi (Apeldoorn), 200 m piani - 23"91

2023
- 4ª ai campionati olandesi indoor (Apeldoorn), 60 m piani - 7"32
- Argento ai campionati olandesi (Breda), 100 m piani - 11"35
- Oro ai campionati olandesi (Breda), 200 m piani - 22"77

2024
- Bronzo ai campionati olandesi indoor (Apeldoorn), 60 m piani - 7"26

## Altre competizioni internazionali
2013
- Argento al Festival olimpico della gioventù europea ( Utrecht), 100 m piani - 12"04
- Oro al Festival olimpico della gioventù europea ( Utrecht), 200 m piani - 24"10
- squalificate in finale al Festival olimpico della gioventù europea ( Utrecht), staffetta 4x100 m

2023
- Oro ai Campionati europei a squadre, ( Chorzów), staffetta 4x100 m - 42"61